# Kasganj
Kasganj es una ciudad y municipio situada en el distrito de Kanshiram Nagar en el estado de Uttar Pradesh (India). Su población es de 101277 habitantes (2011). Es el centro administrativo del distrito.

## Demografía
Según el censo de 2011 la población de Kasganj era de 101277 habitantes, de los cuales 53552 eran hombres y 47725 eran mujeres. Kasganj tiene una tasa media de alfabetización del 77,36%, superior a la media estatal del 67,68%: la alfabetización masculina es del 82,63%, y la alfabetización femenina del 71,51%.